# Énergie au Cameroun
Le secteur de l'énergie au Cameroun est caractérisé par une offre insuffisante mais des gisements potentiels de gaz naturel, d'énergie hydroélectrique et autres énergies renouvelables (solaire, biomasse, éolien) importants. Le pétrole, exploité depuis le début des années 1980, et contribuant de façon significative à la balance commerciale (50 % des exportations en 2014), a connu son pic de production en 1985.
La production d'énergie primaire était répartie en 2019 entre biomasse (53 %), hydroélectricité (3,5 %) et combustibles fossiles (43,2 %), dont pétrole 28,3 % et gaz naturel 14,8 %. Le pétrole brut est exporté à 90,5 % et le gaz naturel à 70 %, mais près des deux tiers des produits pétroliers consommés dans le pays sont importés.
L'énergie primaire consommée dans le pays en 2019 se répartissait en 71,1 % de biomasse, 4,6 % d'hydroélectricité et 24,3 % de combustibles fossiles (produits pétroliers 18,3 % et gaz 5,9 %).
L'électricité représentait seulement 7,1 % de la consommation finale d'énergie en 2019. Sa production se répartissait en 61,7 % d'hydroélectricité, 0,5 % de biomasse, 0,2 % de solaire et 37,6 % de combustibles fossiles (pétrole 12,0 % et gaz naturel 25,6 %). La consommation d'électricité par habitant atteint seulement 8 % de la moyenne mondiale, 46 % de la moyenne africaine et 3,6 % de celle de la France. De nombreux projets hydroélectriques en cours de réalisation devraient fortement accroître la production du pays.
Les émissions de CO2 liées à l'énergie au Cameroun atteignent seulement 6 % de la moyenne mondiale et 26 % de la moyenne africaine.

## Énergies primaires

### Production nationale d'énergie primaire
| Source                                                  | 1990 | %    | 2000 | %    | 2010  | %    | 2015 | 2019 | % 2019 | var. 2019/1990 |
| Pétrole                                                 | 290  | 63,1 | 246  | 52,4 | 140   | 39,7 | 201  | 154  | 28,3 % | -47 %          |
| Gaz naturel                                             | 0    |      | 0    |      | 11    | 3,1  | 17   | 81   | 14,8 % | ns             |
| Total fossiles                                          | 290  | 63,1 | 246  | 52,4 | 151   | 42,8 | 218  | 235  | 43,2 % | -19 %          |
| Hydraulique                                             | 9,6  | 2,1  | 12,4 | 2,6  | 15,3  | 4,3  | 15,7 | 18,8 | 3,5 %  | +97 %          |
| Biomasse-déchets                                        | 160  | 34,8 | 210  | 44,9 | 187   | 52,9 | 262  | 290  | 53,4 % | +81 %          |
| Solaire                                                 | 0    |      | 0    |      | 0,004 | ε    | 0,04 | 0,07 | 0,01 % | ns             |
| Total EnR                                               | 170  | 36,9 | 223  | 47,6 | 203   | 57,2 | 277  | 309  | 56,8 % | +82 %          |
| Total                                                   | 460  | 100  | 468  | 100  | 354   | 100  | 495  | 544  | 100 %  | +18 %          |
| Source des données : Agence internationale de l'énergie |      |      |      |      |       |      |      |      |        |                |

### Pétrole
Le pétrole, exploité depuis le début des années 1980, et contribuant de façon significative à la balance commerciale (50 % des exportations) a connu son pic de production en 1985.
En 2019, la production de pétrole brut du Cameroun s'est élevée à 154 PJ (pétajoules), en recul de 47 % par rapport à 1990, dont la majeure partie (139 PJ, soit 90,5 %) a été exportée ; les importations de 12 PJ ont contribué à alimenter les raffineries qui ont consommé la totalité de l'approvisionnement disponible (29,6 PJ) pour produire 26,5 PJ produits pétroliers, soit 36 % de la consommation consommés du pays : 12,2 PJ pour la production d'électricité et 61,6 PJ pour la consommation finale (surtout pour les transports : 45,1 PJ) ; 8 PJ de produits pétroliers ont été exportés et 57,2 PJ importés.

### Bois de chauffage
Le bois énergie est la première source énergétique utilisée dans le pays, et représentait 72,6 % de la consommation au début des années 2010, contre 20,1 % pour les produits pétroliers (pétrole, essence, GPL) et 7,3 % pour l'électricité.

### Gaz
Les réserves prouvées de gaz sont estimées à 157 milliards de m³. L'exploitation en est récente, et n'a réellement démarré qu'avec la construction de la centrale au gaz de Kribi, en vue de produire de l'électricité.
En 2019, la production de gaz naturel du Cameroun s'est élevée à 80,7 PJ, en progression de 640 % par rapport à 2010, dont 56,4 PJ (70 %) ont été exportés et les 24,3 PJ restants ont été utilisés pour la production d'électricité.

### Consommation intérieure brute d'énergie primaire
Après prise en compte des importations et exportations, l'ensemble des ressources primaires consommées dans le pays évolue comme suit :
| Source                                                  | 1990 | %    | 2000 | %    | 2010  | %    | 2015 | 2019 | % 2019 | var. 2019/1990 |
| Pétrole                                                 | 39   | 18,7 | 43   | 16,2 | 80    | 27,3 | 90   | 75   | 18,3 % | +92 %          |
| Gaz naturel                                             | 0    |      | 0    |      | 11    | 3,7  | 17   | 24   | 5,9 %  | ns             |
| Total fossiles                                          | 39   | 18,7 | 43   | 16,2 | 91    | 31,0 | 107  | 99   | 24,3 % | +154 %         |
| Hydraulique                                             | 9,6  | 4,6  | 12,4 | 4,7  | 15,3  | 5,2  | 15,7 | 18,8 | 4,6 %  | +97 %          |
| Biomasse                                                | 160  | 76,7 | 210  | 79,1 | 187   | 63,8 | 262  | 290  | 71,1 % | +81 %          |
| Solaire                                                 | 0    |      | 0    |      | 0,004 | ε    | 0,04 | 0,07 | 0,02 % | ns             |
| Total EnR                                               | 170  | 81,3 | 223  | 83,8 | 203   | 69,0 | 277  | 309  | 75,7 % | +82 %          |
| Total                                                   | 209  | 100  | 266  | 100  | 294   | 100  | 384  | 409  | 100 %  | +96 %          |
| Source des données : Agence internationale de l'énergie |      |      |      |      |       |      |      |      |        |                |

La rubrique "biomasse" comprend presque uniquement le bois.
La consommation intérieure d'énergie primaire par habitant était en 2019 de 15,8 GJ, soit seulement 20 % de la moyenne mondiale (79,1 GJ) et 58 % de la moyenne africaine (27,4 GJ), et 10,5 fois moins que la moyenne française (150,5 GJ).

## Consommation finale d'énergie
La consommation finale d'énergie au Cameroun (après raffinage, transformation en électricité, transport, etc) s'élevait en 2019 à 329 PJ, répartie en 18,7 % de consommation directe de produits pétroliers, 74,2 % de biomasse (bois, déchets agricoles, etc) et 7,1 % d'électricité. De 1990 à 2019, la consommation de produits pétroliers a progressé de 62 %, celle de biomasse de 60 % et celle d'électricité de 176 %. Le secteur le plus consommateur est le secteur résidentiel : 63,4 % du total, suivi par le secteur tertiaire : 14,8 %, les transports : 13,7 % et l'industrie : 5,5 %.

## Électricité

### Organisation du secteur électrique

#### Histoire
Principales dates :
- 1929 : les premières centrales hydroélectriques de Luermann et Malale (privées) sont inaugurées pour fournir l’électricité dans la région de Muyuka, essentiellement dans les domiciles et les usines des colons britanniques.
- avant la guerre de 1939-45, dans le Cameroun français, les premiers foyers d’électricité de Nkongsamba, Douala et Yaoundé ont été créés par l’Administration et exploités en gérance par des sociétés privées ou directement par elle-même.
- 1946 : création d'un service public dans la partie britannique pour la fourniture de l’électricité qui a racheté la plupart des centrales privées installées par les colons.
- 1948 : la société d’économie mixte « Énergie Électrique du Cameroun (ENELCAM) » est créée et chargée d’aménager l’usine hydroélectrique d’Edéa I (22 MW) sur la Sanaga pour l’alimentation électrique de Douala et Edéa en 1953.
- après l'indépendance, la « Cameroon Electricity Corporation (POWERCAM) » est fondée en 1962 au Cameroun Occidental, et en 1963 la société d’économie mixte « Electricité du Cameroun (EDC) » est créée, avec la majorité du capital social détenue par l’Etat du Cameroun Oriental et les collectivités publiques ; elle prend en charge toutes les distributions publiques d’énergie électrique, ainsi que les moyens de production et de transport subséquents, à l’exception des centrales d’Edéa gérées par ENELCAM.
- 1974 : création de la « Société Nationale d’Electricité du Cameroun (SONEL) » par fusion des sociétés ENELCAM et EDC ; SONEL a en outre mission de prendre en charge les distributions publiques dans l’ex-Cameroun Occidental ; en 1975, elle absorbe la POWERCAM.
- mise en service de la centrale hydroélectrique de Songloulou (388 MW).
- 2001 (17 juillet) : Privatisation de la SONEL au bénéfice de AES-Sirocco Limited, une filiale de AES Corporation qui contrôle 51 % du capital ; l'État du Cameroun conserve 44 % et le personnel reçoit 5%.
- 2014 (23 mai) : Le Gouvernement du Cameroun signe l’accord qui octroie à ACTIS 56 % des parts d’AES-SONEL et de ses sœurs KPDC et DPDC. Le 12 septembre 2014, le nouveau nom de l’entreprise est dévoilé : Enéo Cameroon S.A (Eneo).

#### Organisation actuelle
Opérateur historique du secteur de l’électricité au Cameroun, Eneo est une société d’économie mixte au capital détenu à 56 % par le groupe Actis et à 44 % par l’Etat du Cameroun.
Le capital-investisseur britannique Actis, qui a racheté en juin 2014 les 56 % détenus par l’américain AES, a formé une équipe dirigeante uniquement composée de Camerounais. Par ailleurs, Eneo n’est plus le seul producteur d’énergie au Cameroun : les centrales à gaz de Kribi et de Dibamba, récupérées par Globeleq, une société auparavant détenue par le même actionnaire qu’Eneo (Actis), sont désormais de véritables producteurs indépendants d’électricité, les deux premiers du pays. Globeleq vient en effet d’être récupérée par la CDC britannique alliée au norvégien Norfund. Les institutions financières de développement Norfund (Norvège) et CDC (Royaume-Uni) ont pris le 3 février 2015 le contrôle de l'opérateur Globeleq, jusqu'alors détenu par Actis. Le communiqué annonçant leur alliance dans le domaine de la production électrique fixe l'objectif de stimuler la production d’électricité en Afrique en ajoutant au moins 5 000 MW de capacité de production au cours des 10 prochaines années. Globeleq avait acquis en juin 2014 les centrales de Kribi et Dibamba auprès de l'américain AES.
Une loi votée en 2006 ouvre à la concurrence la production d’électricité et, pour favoriser l’arrivée de nouveaux acteurs, la capacité installée d’Eneo a été plafonnée à 1 000 MW, déjà quasiment atteints.

### Production d'électricité
| Source                                                  | 1990  | %    | 2000  | %    | 2010  | %    | 2015  | 2019  | % 2019 | var. 2019/1990 |
| Pétrole                                                 | 41    | 1,5  | 38    | 1,1  | 1 163 | 19,7 | 2 095 | 1 018 | 12,0 % | x25            |
| Gaz naturel                                             | 0     |      | 0     |      | 417   | 7,1  | 1 486 | 2 168 | 25,6 % | ns             |
| Total fossiles                                          | 41    | 1,5  | 38    | 1,1  | 1 580 | 26,8 | 3 581 | 3 186 | 37,6 % | x78            |
| Hydraulique                                             | 2 656 | 98,5 | 3 442 | 98,9 | 4 260 | 72,2 | 4 359 | 5 229 | 61,7 % | +97 %          |
| Biomasse                                                | 0     |      | 0     |      | 59    | 1,0  | 35    | 41    | 0,5 %  | ns             |
| Solaire                                                 | 0     |      | 0     |      | 1     |      | 10    | 19    | 0,2 %  | ns             |
| Total EnR                                               | 2 656 | 98,5 | 3 442 | 98,9 | 4 319 | 73,2 | 4 404 | 5 289 | 62,4 % | +99 %          |
| Total                                                   | 2 697 | 100  | 3 480 | 100  | 5 900 | 100  | 7 985 | 8 475 | 100 %  | +214 %         |
| Source des données : Agence internationale de l'énergie |       |      |       |      |       |      |       |       |        |                |

### Puissance installée
Les capacités de production électrique sont estimées à 1 292 MW en mai 2016, dont 57 % de centrales hydroélectriques et 43 % de centrales thermiques (gaz 21 %, fioul léger 10 %, fioul lourd 13 %).
Le plan de développement du secteur des énergies prévoyait en 2010 des projets de production et de construction de réseaux qui devraient porter la production à 3 000 MW en 2020. Pour parer au plus pressé, des solutions à court terme ont été retenues : construction d’une centrale thermique à fioul lourd de 86 MW à Yassa, près de la Dibamba, entrée en service en décembre 2010, construction d’une centrale thermique au gaz naturel de 216 MW à Kribi, mise en service en mai 2013, construction du barrage hydroélectrique de Mekin 15 MW sur le Dja, mise en service en 2015, et réhabilitation des centrales 
hydroélectriques d’Edéa et Songloulou.
La puissance installée atteignait 1 033 MW en 2011, avant la construction de la centrale thermique au gaz de Kribi.

### Un accès difficile

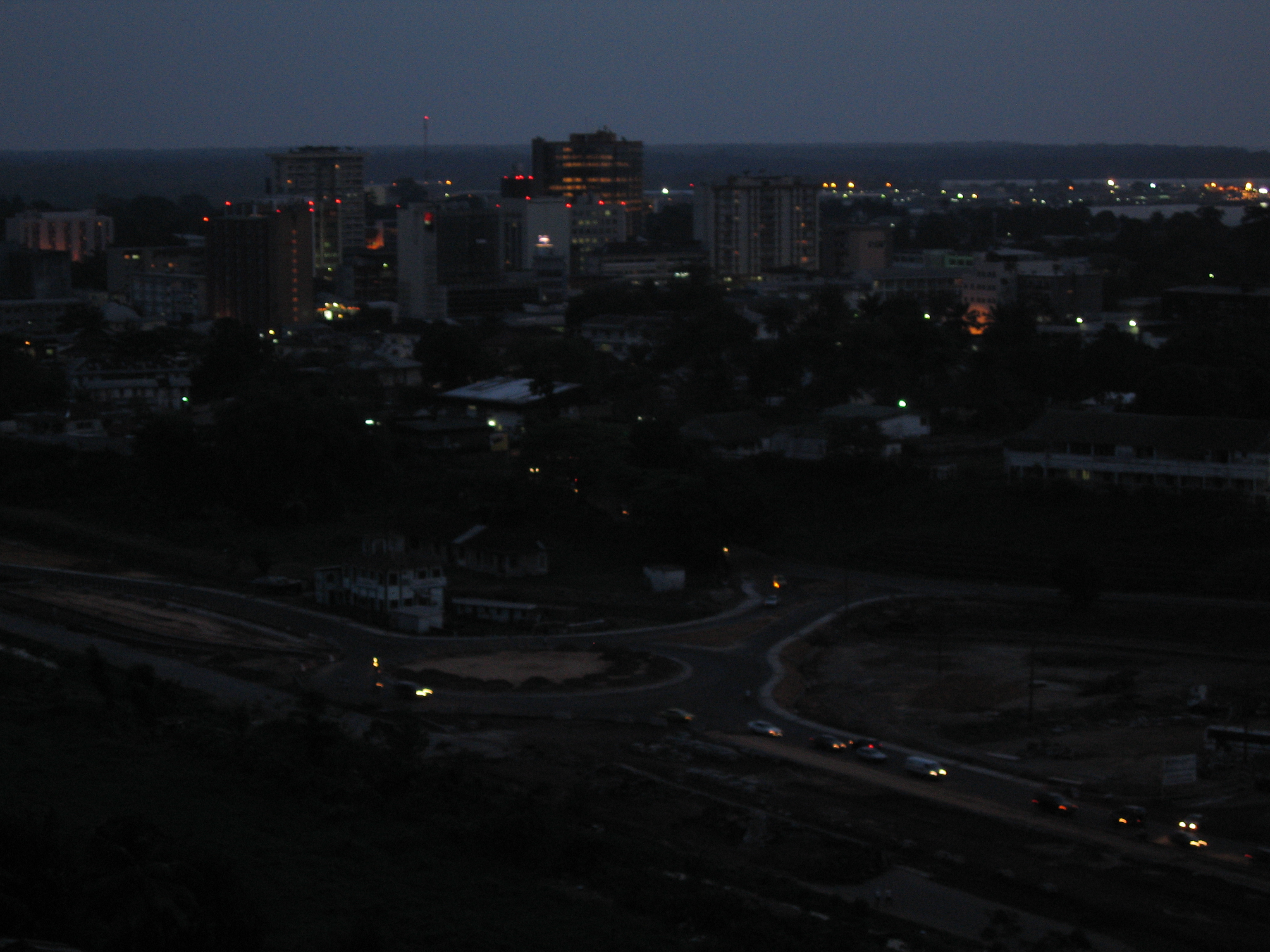
Douala, la capitale économique, souffre comme toutes les autres villes de la rareté de l'éclairage public.

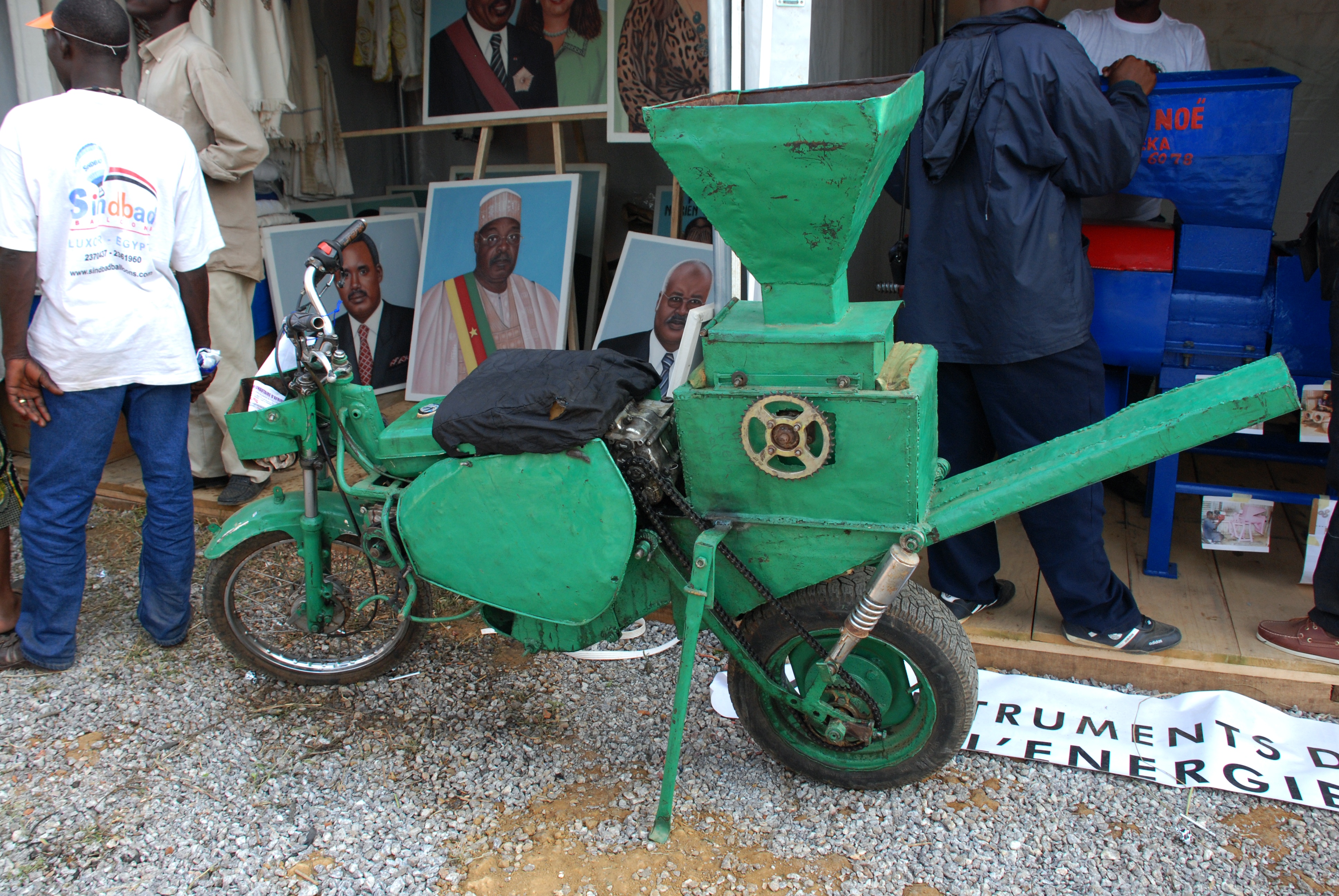
Prototype de moto transformée en moulin à l'usage des populations privées d'électricité.

Moins de 14 % de ménages ruraux et 57 % en zone urbaine sont connectés à l’électricité selon la Banque mondiale. Il existe d'autres estimations plus optimistes ou pessimistes, mais toutes relèvent la discontinuité du service d'électricité pour les abonnés, en raison des nombreux délestages,. Seuls 20 % de la population aurait en réalité accès à l'électricité de façon continue.
Les raisons de ces coupures sont multiples : inadéquation globale entre l'offre et la demande, irrégularité des approvisionnements dus à la période d'étiage, infrastructures de production et de distribution vieillissantes, manque d'investissements en raison de réticences du secteur financier. Leurs conséquences sont parfois dramatiques, car elles peuvent engendrer des incendies lors du retour du courant. Les manifestations contre ces coupures sont monnaie courante, et peuvent à leur tour occasionner des morts lors de la répression de ces manifestations.

### Énergie hydroélectrique
| \| 500 km1:18 610 000 \| Lom-Pangar (30 Mw) Édéa(276,4 Mw) Mekin (15 Mw) Memve'ele (211 Mw) Mokolo (?? Mw) Song Loulou (384 Mw) Mapé (??? Mw) Lagdo (72 Mw) Chollet (600 Mw) |
| 500 km1:18 610 000 |

| 500 km1:18 610 000 |

| Centrales hydroélectriques existantes        |
| Centrales hydroélectriques en projet         |
| (192 Mw) Capacités installées (en Mégawatts) |

La production hydroélectrique du Cameroun a atteint 6 TWh en 2021, au 11e rang en Afrique avec 4,1 % de la production africaine, loin derrière la Zambie : 15 TWh et le Mozambique : 15 TWh. La puissance installée des centrales hydroélectriques du Cameroun totalisait 822 MW fin 2021, soit 2,1 % du total africain, au 16e rang en Afrique, loin derrière l'Éthiopie (4 074 MW) et l'Angola (3 836 MW).
En 2019, le projet Memve'ele, mis en service en avril, a commencé à produire 45 MW.
Les centrales hydroélectriques du Cameroun totalisent une puissance de 747 MW fin 2018, soit 54 % de la capacité de production du pays ; elles ont produit 4,97 TWh en 2018. Le potentiel hydroélectrique du Cameroun est estimé à 23 000 MW, le 3e potentiel énergétique en Afrique au Sud du Sahara après la République démocratique du Congo et l’Éthiopie, dont 75 % dans le bassin du fleuve Sanaga, au nord du pays ; mais seulement 3 % de ce potentiel est exploité. Les prévisions officielles estiment qu'en 2023 l'hydroélectricité représentera 75 % du mix électrique ; afin de réduire les pénuries récurrentes dues aux variations des précipitations et à l'insuffisance des capacités, le gouvernement souhaite porter la part du solaire et de l'éolien à 25 %. La centrale de Memve’ele est achevée depuis 2017, mais l'état d'avancement de la ligne la connectant au réseau n'est qu'à 55 % en décembre 2018. Le réservoir de Lom Pangar, construit en 2016, permet de réguler les variations de débit dans le bassin de la Sanaga, augmentant de 700 GWh la production annuelle des centrales d'Edéa et de Song Loulou ; la centrale de Lom Pangar (30 MW) améliorera l'électrification rurale dans la région orientale après sa mise en service prévue en 2020. Le projet Nachtigal (420 MW), le plus grand projet hydroélectrique indépendant d'Afrique sub-saharienne, augmentera la production électrique du pays de plus de 2 900 GWh, soit 30 %, à sa mise en service en 2023. L'achèvement du projet de Grand Eweng (1 800 MW) est prévu en 2024 ; les projets planifiés de Kpep (485 MW) et de Makay (365 MW) sont prévus pour 2025.
Les principales centrales hydroélectriques existantes sont :
- Édéa (276 MW), inauguré en 1954 sur la Sanaga ; cette centrale comportait à l’origine deux groupes de 11 MW ; elle fut complétée par l’équipement de 1955 à 1958 de la centrale d’Edéa II, puis grâce à l’équipement par étape entre 1966 et 1976 de la centrale d’Edéa III[3] ;
- Song Loulou (384 MW), inauguré en 1981 sur la Sanaga, à l'amont d'Édéa ;
- Lagdo (72 MW), inauguré en 1982 à 50 km au sud de la ville de Garoua sur la Bénoué ;
- Memve'ele (211 MW), partiellement mise en service en avril 2019 avec une puissance maximale de 90 MW, en attendant sa mise en service complète retardée par la construction de la ligne de transport.

La construction du barrage hydraulique de Lom Pangar à 13 kilomètres en amont du confluent avec la Sanaga, dont la mise en service était planifiée initialement fin juillet 2016, devrait contribuer à augmenter de 120 MW la capacité de production des centrales électriques de Song Loulou et d'Édéa. Selon la Banque africaine de développement, ce projet fera passer la puissance garantie des deux centrales de 450 MW à 729 MW ; de plus, une centrale hydroélectrique de 30 MW sera construite au pied du barrage et reliée à l’usine thermique de Bertoua par une ligne de 105 km en 90 KV, qui sera étendue sur 200 km jusqu’aux localités de Batouri et Abong-Mbang, de manière à fiabiliser la performance des systèmes de transport et de distribution et à étendre la fourniture de l’énergie à 150 localités de la région de l’Est. Le barrage, achevé et mis en eau en 2016, est officiellement réceptionné et transféré le 30 juin 2017 par son constructeur chinois CWE (China International Water and Electric Corporation) màj
à son exploitant Electricity Developement Corporation (EDC), après la levée des dernières réserves. La mise en service de la centrale de pied du barrage est repoussée à décembre 2022.
D'autres barrages réservoirs, de taille inférieure, ont été construits précédemment dans les années 1970 et 1980 en vue de réguler le débit de la Sanaga et de parer en partie aux problèmes d'étiage : le barrage de Mbakaou, d'une capacité de 2,6 milliards de m³, celui de la Mapé (3,2 milliards de m³) et celui de Bamendjing (1,8 milliard de m³).
Le projet de barrage hydroélectrique de Nachtigal-amont est mené par la société NHPC (Nachtigal Hydro Power Company), créée en juillet 2016 par un consortium constitué d'EDF (40 %), de l’État camerounais (30 %) et de la Société financière internationale (IFC) du Groupe de la Banque mondiale (30%), dans le but d’exploiter le barrage. La NHPC choisit en août 2018 un groupement d’entreprises chargées de la construction (le groupe belge BESIX, la société française NGE et l’entreprise marocaine SGTM). En novembre 2018, EDF, IFC et la République du Cameroun ont signé les accords définitifs pour la construction du barrage : EDF va concevoir, construire et exploiter pendant 35 ans un barrage et une usine hydroélectrique de 420 MW sur le fleuve Sanaga au niveau des chutes de Nachtigal, à 65 km au nord-est de Yaoundé. Le projet comprend aussi la construction d’une ligne de transport d’électricité de 50 km jusqu’à Nyom. Nachtigal couvrira 30 % des besoins énergétiques du pays, avec une production annuelle de près de 3 TWh. En janvier 2021, le gouvernement annonce que les travaux de l’aménagement hydroélectrique de Nachtigal Amont, lancés en février 2019, se situent à 35 % et devraient être achevés au premier trimestre 2024.
De nombreux autres projets sont prévus sur le fleuve Sanaga, dont le potentiel dépasse 3 000 MW :
- projet de barrage de Song Mbengue (950 MW) à 15 km en amont de l’actuel barrage hydro-électrique de Song Loulou[23] ;
- projet de Song Dong (300 MW), en aval de Lom Pangar[23] ;
- projet de Kikot (630 MW)[23] ;
- projet de Grand Eweng (1 200 MW)[23].

Sur le Ntem, le projet de barrage hydroélectrique de Memve'ele d'une puissance de 211 MW devrait à partir de 2018 venir en relais de Songloulou pour alimenter Yaoundé. La centrale a été mise en service partiellement en avril 2019, pour une production maximale de 90 MW. La mise en service complète de la centrale est depuis lors retardée par la construction de la ligne de transport de 300 km qui relie le barrage à Yaoundé. En mars 2022, elle est prévue pour la fin mai 2022. De plus, la puissance effectivement fournie est très inférieure à la puissance nominale de la centrale, du fait des débits insuffisants du Ntem en saison sèche. Le ministre de l’Eau et de l’Énergie (Minee) annonce donc un projet de construction d'un barrage réservoir en amont de Memve’ele pour réguler ces débits.

### Centrales thermiques
Il en existe 39 en 2013. Elles utilisent le gaz (Kribi) ou le fioul.
Eneo exploite 6 centrales thermiques diesel connectées au réseau, dont 3 à l'arrêt, ainsi que 26 centrales isolées totalisant une puissance de 43 MW. La centrale thermique de Limbé (85 MW) a été mise en service en 2004 à la suite de délestages importants sur le réseau dans les années 2001 à 2003.
Globeleq exploite la centrale thermique de Yassa-Dibamba (86 MW : 8 groupes diesel de 10,76 MW chacun pouvant fonctionner au fioul lourd ou au gaz), construite en urgence par AES-SONEL pour pallier un déficit énergétique estimé à environ 120 MW à l’horizon 2012, ainsi la centrale de Kribi (216 MW : 13 groupes de 16,6 MW fonctionnant au gaz naturel), construite de 2010 à 2012 à Mpolongwe, localité située à 9 km de la ville de Kribi.
Globeleq projette de porter la puissance de la centrale de Kribi à 330 MW en lui ajoutant 7 groupes Wärtsilä au gaz.

### Solaire

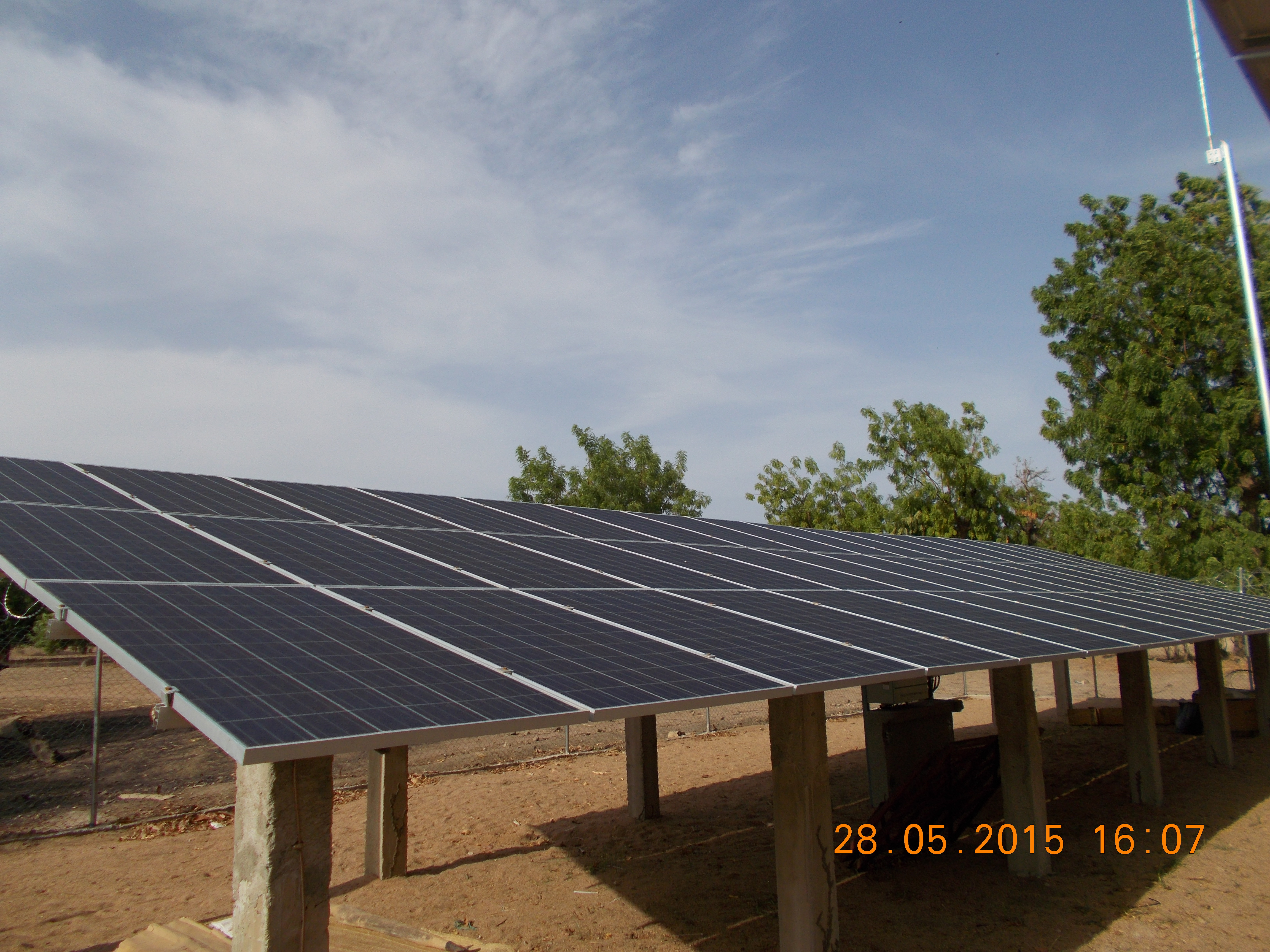
Centrale solaire autonome de pompage d'eau (26 kWc) près de Mindif.

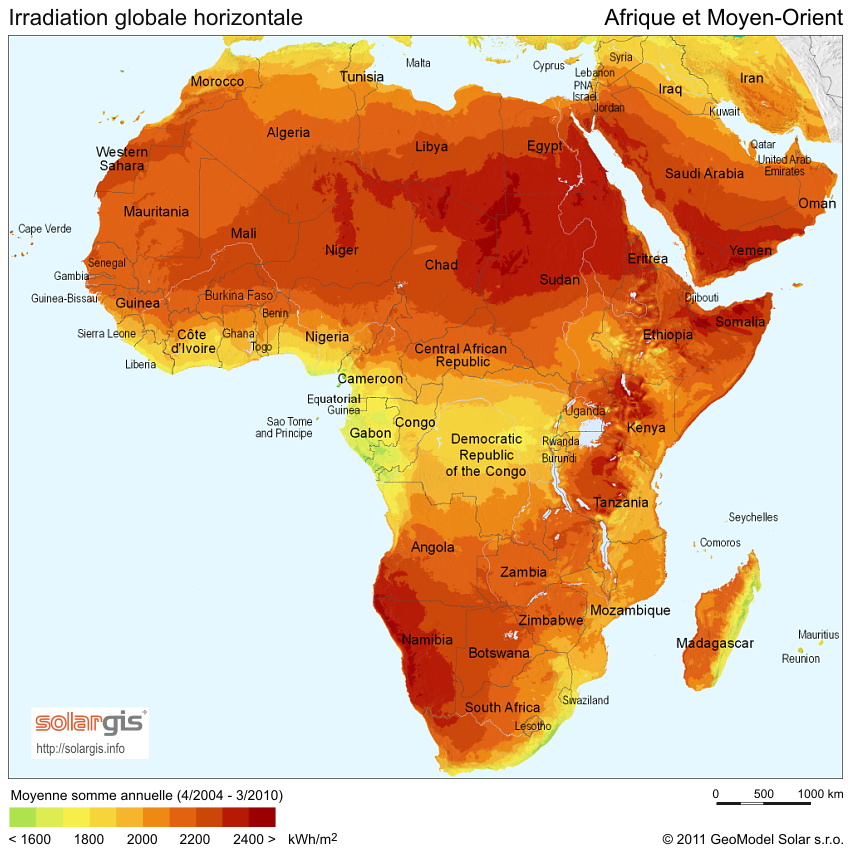
Carte de l'irradiation solaire globale horizontale de l'Afrique, SolarGIS 2011.

Le potentiel de l'énergie solaire varie de 4 kWh/m2/jour dans le sud du pays à 6 kWh/m2/jour dans le nord. Eneo Cameroun projette de construire des centrales photovoltaïques en relève de centrales diesel existantes, qui continueraient à fonctionner le soir. Le projet se déroulera en plusieurs phases, dont la première comprendra des centrales solaires dans les communes de Djoum, Lomié, Bertoua, Yokadouma et Ngaoundal ; une deuxième phase s'étendrait aux 25 centrales diesel isolées d'Eneo ; cela permettra d'économiser du combustible et d'améliorer la couverture de la demande ; mais le coût est deux à quatre fois supérieur au tarif moyen de vente du kWh. Par ailleurs, le ministère de l'eau et de l'énergie développe un programme de mini-centrales solaires dans 166 localités à moyen terme.

### Éolien
Des vitesses de vent favorables ont été repérées, supérieures à 2 m/s au nord dans les régions de Kaélé et du Lac Tchad, et jusqu'à 6,6 m/s sur les Monts Bamboutos au sud.

### Géothermie
Des potentiels géothermiques ont été identifiés dans les localités de Meiganga, Tignère, Ekondo Titi et Nwa.

### Réseaux de transport et distribution

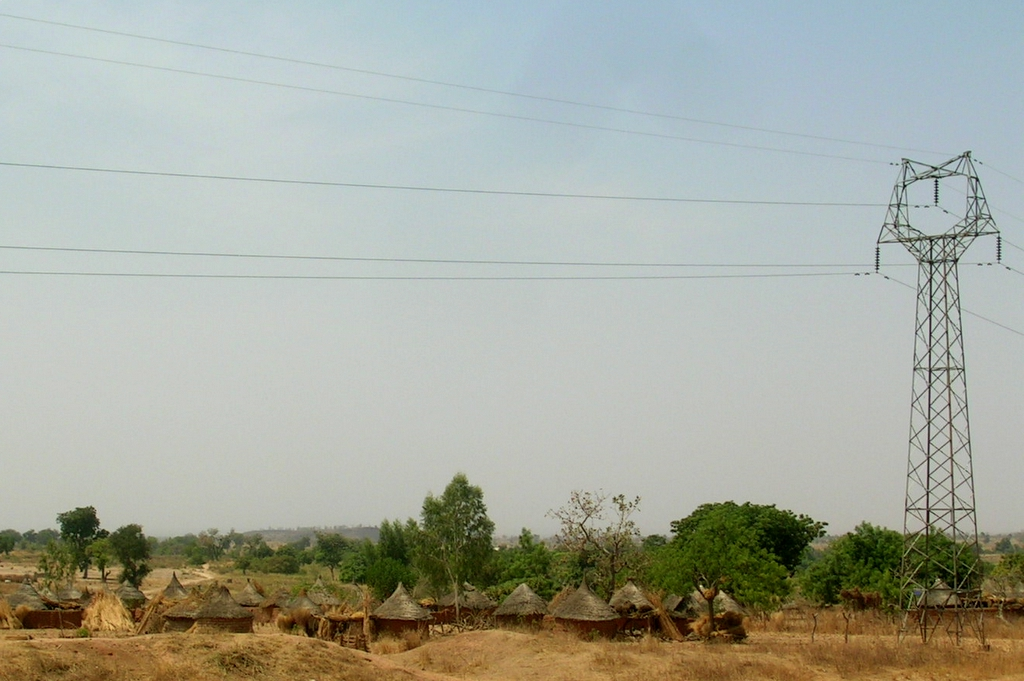
La ligne haute tension (90 Kv) Lagdo-Garoua passant au-dessus du village de Mafa Kilda, l'un des 10000 villages du Cameroun n'ayant pas accès à l'électricité.

La gestion du transport (acheminement de l’électricité via les lignes à haute tension), a été renationalisée en avril 2018 : la SONATREL (Société nationale de transport d'électricité) a été chargée de la mission de transport jusqu'ici gérée par l'entreprise privée ENEO (Enérgie du Cameroun). Elle devra moderniser et compléter le réseau et améliorer son efficacité, alors que les pertes de transport sont estimées à 40 % en 2018.
La distribution est le maillon faible du secteur : le réseau basse et moyenne tensions est vieillissant et saturé, entraînant des coupures fréquentes et des délestages qui peuvent durer plusieurs heures à Douala et à Yaoundé. La vétusté entraîne des pertes élevées : au total 30 % de l’électricité produite, du fait d'un manque d’investissement de l’ex-actionnaire, qui n’a consacré que 7 % de ses investissements à cette activité ; de plus, les vols d’électricité représentent jusqu’à 48 % des raccordements dans certains quartiers.
La banque mondiale affecte en décembre 2016 325 millions de dollars pour aider à la modernisation du réseau, et sa prise en charge par une nouvelle société spécialisée, la Sonatrel.

### Consommation d'électricité
La consommation d'électricité par habitant au Cameroun était en 2019 de 256 kWh, soit seulement 8 % de la moyenne mondiale (3 265 kWh), 46 % de la moyenne africaine (560 kWh) et moins de 3,6 % de la moyenne en France : 7 043 kWh.
Elle se répartissait en 2019 entre l'industrie : 56 %, le secteur résidentiel : 21 %, le secteur tertiaire : 8 % et l'agriculture : 1 %, mais les consommations non identifiées atteignaient 14 %, ce qui dénote une qualité assez médiocre de ces statistiques.

## Impact environnemental
Les émissions de CO2 liées à l'énergie au Cameroun s'élevaient en 2019 à 6,5 Mt de CO2, soit 0,25 t CO2 par habitant, soit seulement 6 % de la moyenne mondiale : 4,39 Mt/hab, 26 % de la moyenne africaine : 0,97 Mt/hab et 6 % de celle de la France : 4,36 Mt/hab.